# HIDDEN & DANGEROUS 2
『HIDDEN & DANGEROUS 2』（ヒドゥン&デンジャラス2、略称：H&D2、HD2）は、チェコのイリュージョンソフトワークスとギャザリング・オブ・デベロッパーとのチームで開発されたパソコン用ゲームソフトの戦術シューティングアクションである。

## 概要
イギリス陸軍の特殊部隊であるSASの一員となり、最大4人のチームで第二次世界大戦当時のノルウェー、フランス、チェコスロバキア、ビルマ、北アフリカといった戦場で、ドイツ軍、イタリア軍、日本軍、ソビエト軍（連合国であるソビエトと戦うのには理由がある）といった敵軍を倒しつつ目標をこなしていくものである。
同じ時代背景で有名な、『メダル・オブ・オナー』『コール オブ デューティ』などとはシステムが大きく異なり、あくまでリアル志向が強く、たとえば頭部に被弾すればほとんどの場合、敵、味方ともに即死、そして、ヘルメットを着用した場合によるヘルメットへの被弾では、撃たれた人物のヘルメットが飛び落ちダメージが軽減されたり、回復剤が落ちておらず、敵の装備品や敵地のロッカーから入手し回復、などといった具合である。敵が降伏する場合があるので、そのときはその兵士の装備品を奪い、敵兵に成りすまして敵地に潜入することも可能である。また、敵から奪った車両や、設置された機関銃を使用することも可能である。また、視点はプレイヤーの任意で、ファーストパーソン・サードパーソンを選択することが可能である（マルチプレイの場合、サーバーによりファーストパーソンのみ、という設定も存在する）。
マルチプレイも用意されており、世界中のプレイヤーと対戦可能で、ユニフォームや装備品も、イギリス軍、ドイツ軍、イタリア軍、日本軍、ソビエト軍、アメリカ軍の中から好きなものを選び対戦可能である。モードは3つあり、自分以外の全てのプレイヤーが敵となり、敵を倒した数で順位が決まるデスマッチ、連合軍と枢軸軍に分かれて陣地の複数の旗を奪い合う占領、シングルモードのような決められたミッションがあり、そのミッションを遂行する側と妨害する側に分かれて戦闘を行うHD2目標がある。
ZOO社から完全日本語版が発売されていて、4gamerからはデモ版が用意されている（ストーリーモードの1ステージと、マルチプレイモードの1ステージ）。なお、現在の最新パッチはVer1.12である。
また、このゲームの拡張版として『HIDDEN & DANGEROUS 2:SABRE SQUADRON』というものが存在する。

## 使用可能武器

### イギリス軍・アメリカ軍
拳銃
エンフィールドNo.2 Mk.I、M1911
ライフル
リー・エンフィールド No.4とその狙撃銃モデル、スプリングフィールドM1903A1小銃とその狙撃銃モデル、ド・ライル消音ライフル/（デ・リーズル カービン）、M1ガーランド、M1カービン
サブマシンガン
ステンガン Mk-IIとその消音モデル、トンプソンM1A1
軽機関銃
ブレンガン、ブローニング自動小銃
重機関銃
ブローニングM1919重機関銃
爆発物
No.36手榴弾、No.69手榴弾
対戦車兵器
M1 バズーカ
ナイフ
フェアバーン&サイケスナイフ

### ドイツ軍・イタリア軍
拳銃
ルガーP08
ライフル
モーゼルKar98kとその狙撃銃モデル
サブマシンガン
MP40
アサルトライフル
MP44
軽機関銃
ブルーノZB26軽機関銃
重機関銃
MG15、MG81（MG15、MG81ともにJu-88に搭乗時のみ使用可能）、MG34、MG42、ZB26
爆発物
M24型柄付手榴弾
対戦車兵器
パンツァーファウスト30
ナイフ
戦闘用ナイフ

### 日本軍
拳銃
十四年式拳銃
ライフル
有坂三八式歩兵銃とその狙撃銃モデル
重機関銃
九二式重機関銃
爆発物
九七式手榴弾

### ソビエト軍
拳銃
トカレフTT-33
ライフル
モシン・ナガンM1891/38
サブマシンガン
PPSh-41、PPS-43
軽機関銃
デグチャレフDP1928

### その他
散弾銃
水平二連式ショットガン
一部のステージと、マルチプレイの全軍（サーバーによる）、チート使用時に使用可能。

## 使用可能車両

### 枢軸国軍
- キューベルワーゲン
- オペル・ブリッツ（フラットベッド、幌つき、対空機関砲搭載型がある）
- クルップ・プロッツェ
- Sd Kfz 251
- Sd Kfz 234/2 プーマ
- III号戦車
- ティーガーI
- パンター
- BMW・R75 サイドカー

### 連合国軍
- ジープ（ブローニングM1919重機関銃搭載型がある）
- ベッド・フォード
- M3ハーフトラック
- シャーマン
- ISU-152